# Dromítsa
Dromítsa är en ort i Grekland.   Den ligger i prefekturen Nomós Aitolías kai Akarnanías och regionen Västra Grekland, i den centrala delen av landet, 240 km nordväst om huvudstaden Aten. Dromítsa ligger 623 meter över havet och antalet invånare är 181.
Terrängen runt Dromítsa är kuperad åt sydväst, men åt nordost är den bergig. Runt Dromítsa är det glesbefolkat, med 10 invånare per kvadratkilometer. Närmaste större samhälle är Kompóti, 14,7 km väster om Dromítsa. I omgivningarna runt Dromítsa växer i huvudsak blandskog.